# Шубин, Борис Флорович
Бори́с Фло́рович Шу́бин (род. 1931) — советский и российский инженер-проектировщик. Директор ГИПРОНИИ АН СССР (1971—1987), ГИПРОНИИЗДРАВа Минздрава СССР (1987—2022). Лауреат Государственной премии СССР.

## Биография
Борис Флорович Шубин родился 20 сентября 1931 года. 
ФТФ ТПИ окончил в декабре 1954 года. 
- 1971—1987 — Директор ГИПРОНИИ АН СССР,
- С 1987 — Директор ГИПРОНИИЗДРАВа Минздрава СССР.

## Награды
- Лауреат Государственной премии СССР.
- Почётный выпускник ТПУ,
- член Союза архитекторов России,
- кандидат экономических наук, доцент,
- действительный член Академии медико-технических наук РФ,
- заслуженный ветеран СО РАН.
- Награжден орденом «Знак Почёта»
  - и медалями.